# Nova Milano

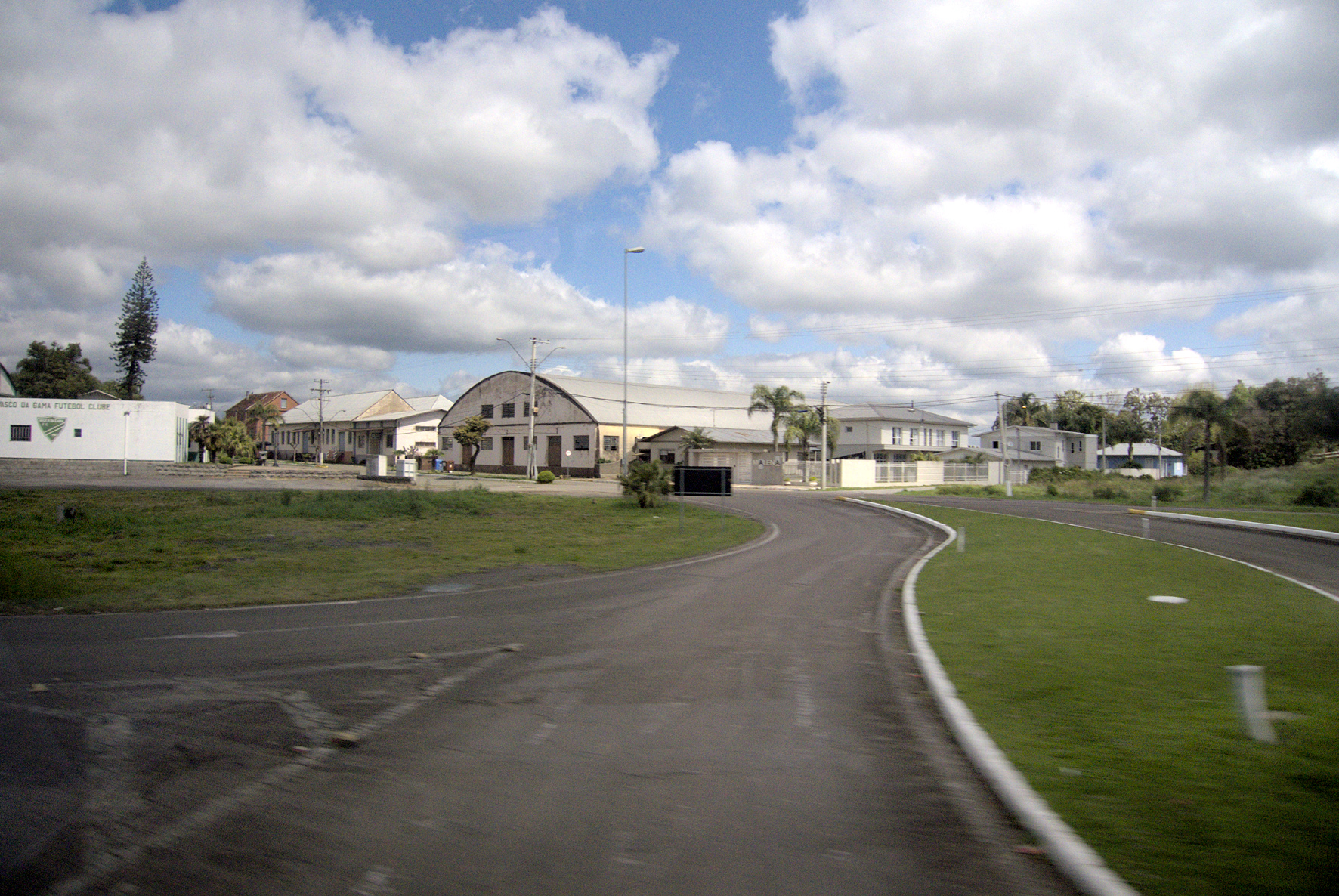
Uma das entradas de Nova Milano. À esquerda vê-se parte da sede do Vasco da Gama Futebol Clube

Nova Milano é um sítio histórico e a sede do quarto distrito do município brasileiro de Farroupilha, considerada o berço da colonização italiana no estado do Rio Grande do Sul. Originalmente sede da Colônia Caxias, ali foi montado em 1875 um pavilhão de acolhida dos imigrantes que esperavam pela colocação nas colônias da região. Em 1876 a sede colonial foi transferida para o Campo dos Bugres, mas Nova Milano, às margens de um caminho muito transitado, transformou-se em povoado, e em 1902 tornou-se a sede do terceiro distrito de Caxias. A chegada do trem em 1910 determinou uma reorganização na estrutura viária e econômica da região, prejudicando o crescimento de Nova Milano, que em 1934 foi incorporada ao novo município de Farroupilha como seu quarto distrito, permanecendo até hoje com características principalmente rurais.
Em 1975 os governos da Itália e do Rio Grande do Sul organizaram uma ampla série de festividades e eventos comemorativos dos 100 anos da colonização italiana no estado. Em Nova Milano foi construído o Parque da Imigração Italiana, com um monumento, um museu e diversos memoriais sobre a imigração, além de espaços recreativos. O distrito preserva diversas edificações históricas e tem potencial turístico.

## Localização
Distante cerca de 100 km da capital Porto Alegre e a 8 km do centro de Farroupilha, Nova Milano fica às margens da rodovia RS-122, que liga Porto Alegre à região da Serra. Em termos de limites, faz divisa com o município de Carlos Barbosa a Sudoeste, pela linha divisória da Sesmaria Machado. Limita-se com o município de Alto Feliz ao sul, fazendo divisa em parte da antiga Estrada Júlio de Castilhos. Limita-se com o município de Vale Real ao sudeste, após Caravaggieto no acesso a Forqueta Baixa. Limita-se com o município de Caxias do Sul a leste.

## História

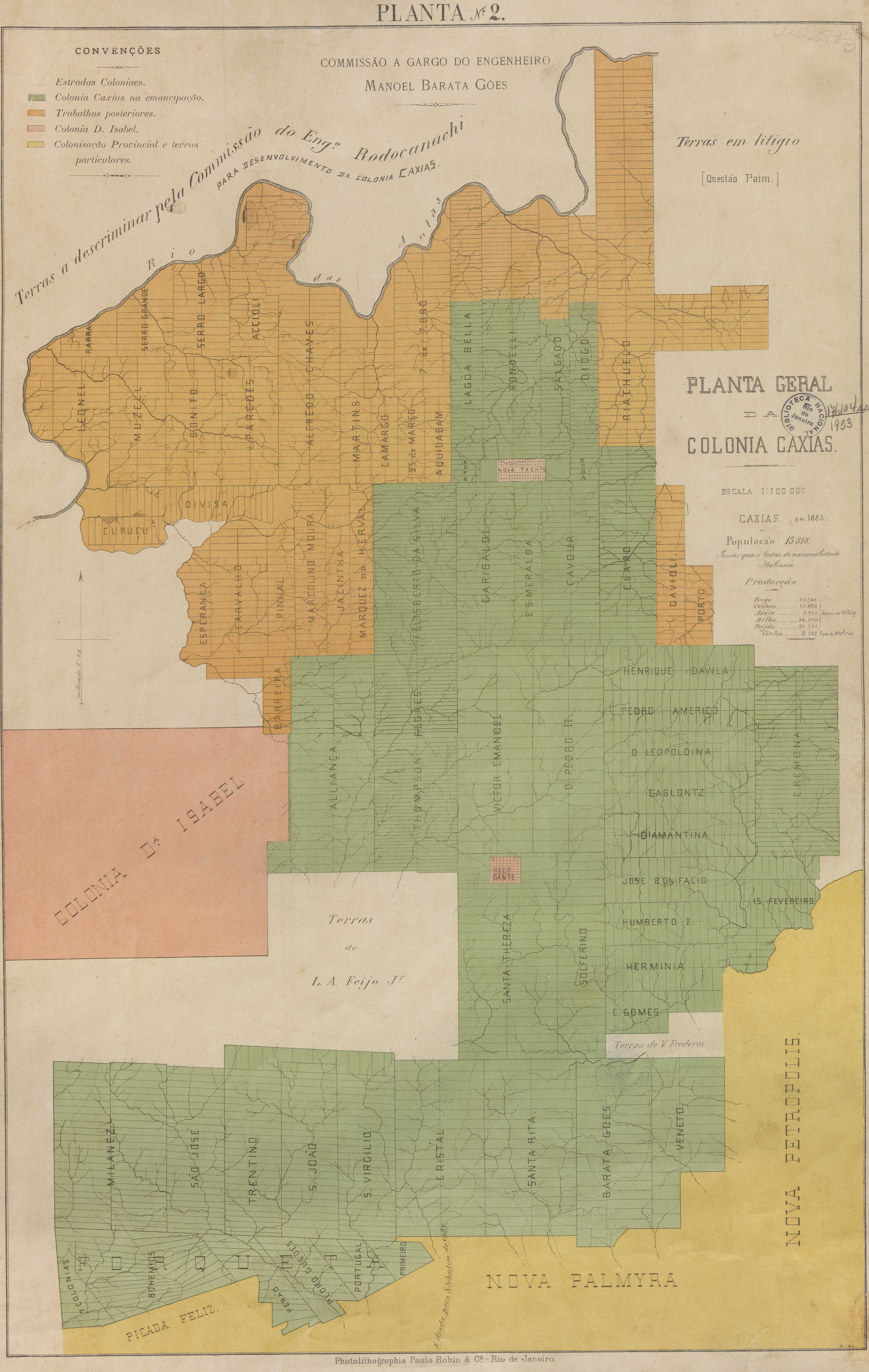
Planta da Colônia Caxias (em verde) de 1885. Nova Milano fica no Travessão Milanês, no canto inferior esquerdo

A história de Nova Milano teve início em 1870, quando ali acampou a comissão demarcadora de terras enviada pelo governo imperial para traçar os limites da nova Colônia Caxias, parte de um ambicioso projeto do governo imperial para o povoamento da região serrana do estado com trabalhadores livres, os quais seriam instalados em lotes unifamiliares, onde deveriam viver como agricultores e artesãos. O governo pretendia melhorar o abastecimento interno de produtos básicos e branquear a população com imigrantes europeus. Os candidatos recebiam ajuda governamental para instalação. Duas outras colônias foram demarcadas na época: Conde d'Eu e Dona Isabel, mas a administração do projeto foi tumultuada e pouco eficiente, e os primeiros imigrantes enfrentaram uma série de dificuldades ao chegar ao Rio Grande do Sul. As terras mais próximas aos rios e vales já estavam ocupadas por alemães, e as colônias destinadas aos italianos se localizavam nas encostas da serra, regiões acidentadas e previamente pouco exploradas.
A maioria dos italianos que chegou ao Brasil no fim do século XIX foi remetida para São Paulo, trabalhando nas fazendas de café, onde eram empregados mal pagos e viviam em péssimas condições. No sul o esquema foi outro: seriam proprietários de pequenos lotes unifamiliares organizados em colônias rurais. Os imigrantes viajavam por mar até o porto do Rio Grande, de lá ainda por barco subiam a Lagoa dos Patos até Porto Alegre, onde eram recebidos em um pavilhão e esperavam encaminhamento ao destino final. De Porto Alegre, seguiam por barco ou caravana até Montenegro ou São Sebastião do Caí, de onde os caminhos se ramificavam para, respectivamente, as colônias Conde d'Eu/Dona Isabel e Caxias.
Embora o caminho para a Colônia Conde d'Eu já existisse em 1871, esta colônia até o fim de 1875 só recebeu imigrantes prussianos, portugueses, espanhóis, alemães e suíço-franceses, foi a partir do início de 1875 que o fluxo de imigrantes italianos iniciaria, concentrando-se no caminho que levava até a Colônia Caxias, porque conectava com o importante caminho dos tropeiros que levava às vacarias dos Campos de Cima da Serra, e de lá conduzia ao Rio e São Paulo, e porque passou a ser de Caxias que a maioria dos imigrantes era redirecionada para as colônias da região serrana.
Nova Milano foi a primeira sede da Colônia Caxias, instalada na sua 1ª Légua, no extremo Sudoeste do seu território, e lá se pretendia construir um centro urbano, que concentraria o governo, o comércio e os serviços oferecidos aos ocupantes dos lotes rurais de toda a colônia. Pouco depois o local foi considerado inadequado, e a sede foi transferida para um local mais central e menos topograficamente acidentado a cerca de 20 km a Nordeste, no Travessão Santa Teresa da 5ª Légua, onde havia uma planura descampada chamada Campo dos Bugres, situada no atual centro histórico de Caxias do Sul.
De acordo com Thales de Azevedo, em 3 de janeiro de 1875 chegou ao sítio o imigrante Angelo Feraboni, seguido por Giacomo Varaschini, Luigi Barbante e Angelo Magioni, mas quem levou o crédito como pioneiros foram Luigi Sperafico, Tomaso Radaelli e Stefano Crippa, todos da região de Milão, que teriam chegado ali em 20 de maio. Em setembro já havia 110 italianos em Nova Milano, em grande parte oriundos de Milão, mas a maioria logo foi transferida para a área em torno do Campo dos Bugres. O local acabou consagrado no imaginário popular como o "berço" da colonização italiana no estado por ter acolhido os primeiros recém-chegados, e embora contestada por alguns historiadores, a data de 20 de maio de 1875 se tornou oficial como o início da colonização das terras rio-grandenses.
Para receber os recém-chegados e alojá-los temporariamente até que escolhessem seus lotes e se instalassem, em 1875 foi construído um barracão, ampliado ou reconstruído em 1876, que acabou batizando o local em seus primeiros tempos: Barracão, onde os agentes do governo mantinham alguma estrutura jurídica, administrativa e técnica, viabilizavam a distribuição fundiária, encaminhavam os imigrantes e suas famílias para as propriedades, e lhes davam ajuda com sementes e ferramentas. Posteriormente o local passou a se chamar Nova Milano, em homenagem à origem das primeiras famílias ali registradas. O nome já aparece na planta da colônia de 1885 batizando o Travessão Milanês.
Mesmo depois da mudança da sede e da abertura de novos acessos à região colonial, Nova Milano continuava sendo importante, pois lá ainda passavam muitos que vinham do Caí. A contínua passagem de viajantes fez com que em torno do antigo barracão tomasse forma um povoado, constituído em sede do 3º distrito de Caxias em 25 de setembro de 1902, recebendo cartório, padre, igreja e sub-intendente. A atividade econômica principal era a agricultura. A partir do ano de 1910, a passagem da ferrovia Montenegro-Caxias do Sul entre Nova Milano e Nova Vicenza (parte da antiga Colônia Sertorina) e a construção de um ponto de parada em Nova Vicenza fez surgir um novo eixo econômico, e a urbanização passou a se concentrar em Nova Vicenza, estagnando o crescimento de Nova Milano, situação acentuada quando perdeu sua condição de sede do 3º distrito caxiense para Nova Vicenza em 1918. Em 1934 foi criado o município de Farroupilha, incorporando o distrito de Nova Sardenha do município de Montenegro, a Linha Jansen de Bento Gonçalves (antiga Colônia Dona Isabel), Nova Vicenza e Nova Milano, que foi absorvida como seu quarto distrito com o nome de Emboaba. Em 1949 seu território foi aumentado às expensas de Nova Palmira e o nome Nova Milano foi reinstalado.

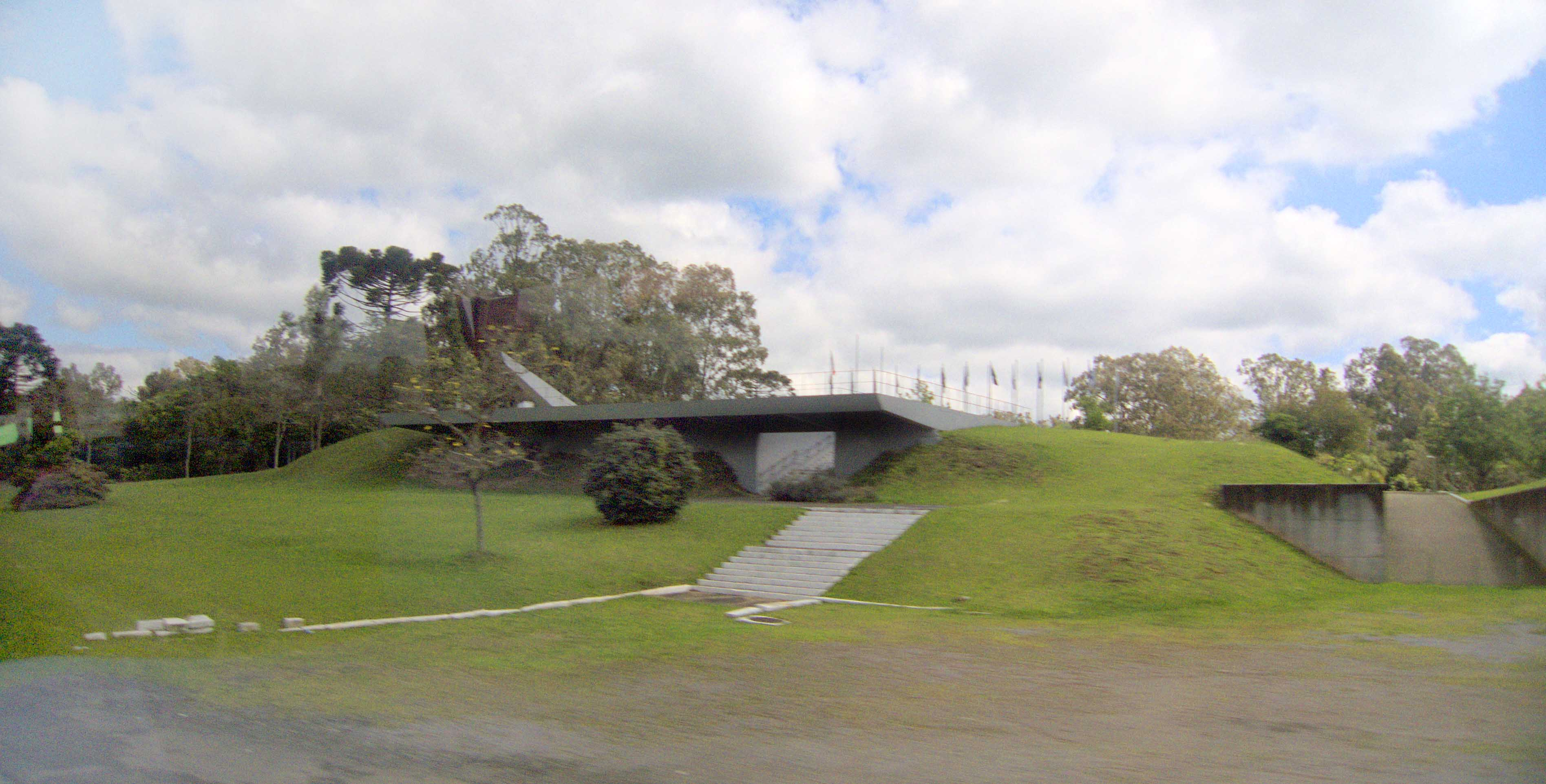
Entrada do Parque da Imigração, com o monumento criado por Carlos Tenius, à beira do caminho que os imigrantes faziam para subir a serra, e que hoje é a estrada RS-122, no quilômetro 55

Nas grandes comemorações dos cem anos da imigração italiana no Rio Grande do Sul em 1975, que foram acompanhadas por uma explosão na bibliografia acadêmica sobre o tema, Nova Milano consolidou sua imagem como "berço da colonização italiana". O ponto culminante das festividades ocorreu em 20 de maio, na Praça da Imigração — reafirmando a data como o início oficial do processo de povoamento organizado pelo governo — incluindo um desfile de carros alegóricos, atrações artísticas e folclóricas, discursos, hasteamento de bandeiras e encenação da chegada dos imigrantes, com a presença do Presidente da República general Ernesto Geisel, do Ministro do Trabalho, do Governador do Estado, do Embaixador da Itália no Brasil e do Subsecretário das Relações Exteriores da Itália, entre outras autoridades. Em 13 de dezembro, novamente entre grandes solenidades, foi inaugurado um Parque-Monumento em homenagem aos pioneiros, situado à beira da estrada na área do antigo barracão. Carlos Tenius, criador do monumento, disse a seu respeito:
"Apresenta a alma viril italiana que assumiu a responsabilidade de romper a mata, galgar a serra e estabelecer, em solo brasileiro, a sua pátria. O valor humano destes homens e mulheres, os sacrifícios, os filhos perdidos, que as gerações novas não podem esquecer, só poderiam ser apresentados em sua essência absoluta. O ferro nu, sem artifícios, sem rebuscadas soluções, apresenta a nós, toda aquela coragem e desprendimento material que foi capaz de erguer a serrania, uma parcela preponderante do progresso gaúcho. Estas figuras simbolizam o júbilo dos homens de hoje, pelo feito grandioso de seus antepassados. E na pureza do material empregado na realização do bloco escultórico, está a essência pioneira, agora vitoriosa e próspera merecedora do agradecimento de seus descendentes. A dinâmica do grupo alado procura dominar a paisagem em seu movimento ascendente, como outrora os homens dominaram a terra. Aos visuais, a partir da estrada, evidenciarão o grupo de figuras como um bloco só, dominante e onipresente, sobre a serrania, leve e flutuante, fundindo-se na magia da natureza, configurando em sua expressividade os anseios dos pioneiros e a gratidão de seus descendentes que aqui erguem o belo e portanto perene para lembrá-los".

## População
Segundo o censo do IBGE, de 2000, Nova Milano contava com 3.258 habitantes, sendo 1.184 na zona urbana e 2.074 na zona rural (diversas localidades no entorno).
Em 2000, o município sede, Farroupilha, tinha 55.308 habitantes. Na contagem da população de 2007, a população de Farroupilha subiu para 59.871 habitantes. Considerando-se que a participação de Nova Milano em relação ao município manteve-se a mesma de 2000, o distrito contaria hoje com cerca de 3,5 mil habitantes.
Em 1991, Nova Milano tinha 2.382 habitantes, sendo 267 na zona urbana e 2.115 na zona rural. Comparando-se com os dados de 2000, percebe-se que houve um grande crescimento da população na zona urbana, enquanto que a população da zona rural teve um pequeno decréscimo.

## Economia
Nova Milano apresenta uma economia fortemente baseada na agricultura e vitivinicultura. Há 15 hortigranjeiros de grande porte, 50 de pequeno porte e um grande número de agricultores familiares. No entanto, os baixos preços pagos aos produtores de uva têm desestimulado esta cultura. Além disso, a Cooperativa Emboaba, localizada na vila e voltada para a produção de vinho, faliu na década de 90, deixando os agricultores sem o suporte necessário à produção. Outro ramo relevante é a produção de ovos, com a Granja Straggliotto sendo a maior produtora da região.
Nas últimas décadas, outros setores têm ganhado importância na economia da localidade, principalmente no ramo da indústria de malhas. O setor de malhas apresenta um intenso crescimento desde a década de 80, e Farroupilha é atualmente conhecida como a Capital Brasileira da Malha. No distrito, destacam-se Malena Malhas(fundada em 1989) e a Malharia Elma Kids no setor infanto-juvenil.

## Atrações
O potencial turístico do distrito vem sendo mais explorado recentemente. Desde 1991 ocorre o Encontro das Tradições Italianas, atraindo milhares de pessoas. Em 2008 Nova Milano foi incluída na Rota Turística Caminhos da Imigração, em 2015 foi instituído o Plano Setorial de Desenvolvimento Territorial Integrado do núcleo urbano, privilegiando os usos residencial e turístico, considerando seu "potencial de paisagem e de patrimônio histórico-cultural"; em 2017 o Natal de Nova Milano foi incluído no calendário oficial de eventos de Farroupilha, e em 2018 foi lançada a Rota Turística Farroupilha Colonial, incluindo Nova Milano.
Encontro das Tradições Italianas
O Entrai é uma festa com apresentações artísticas, dança, música, gastronomia e artesanato, que acontece de dois em dois anos, atraindo cerca 40 mil visitantes ao longo de cinco dias. Em 1991 foi realizado o 1º ENTRAI, pelo Departamento de Cultura da Secretaria Municipal de Educação e Cultura (na época a Secretária era Marlene Rozina Feltrin e o Prefeito Clóvis Zanfeliz), com o objetivo de divulgar e valorizar as tradições italianas. Foi realizado simultaneamente em Nova Milano e com espaço próprio nos pavilhões do Parque Cinquentenário, junto com a 1ª FENAKIWI. Tornou-se um evento de grande importância turística para o município de Farroupilha e região.
Parque da Imigração Italiana

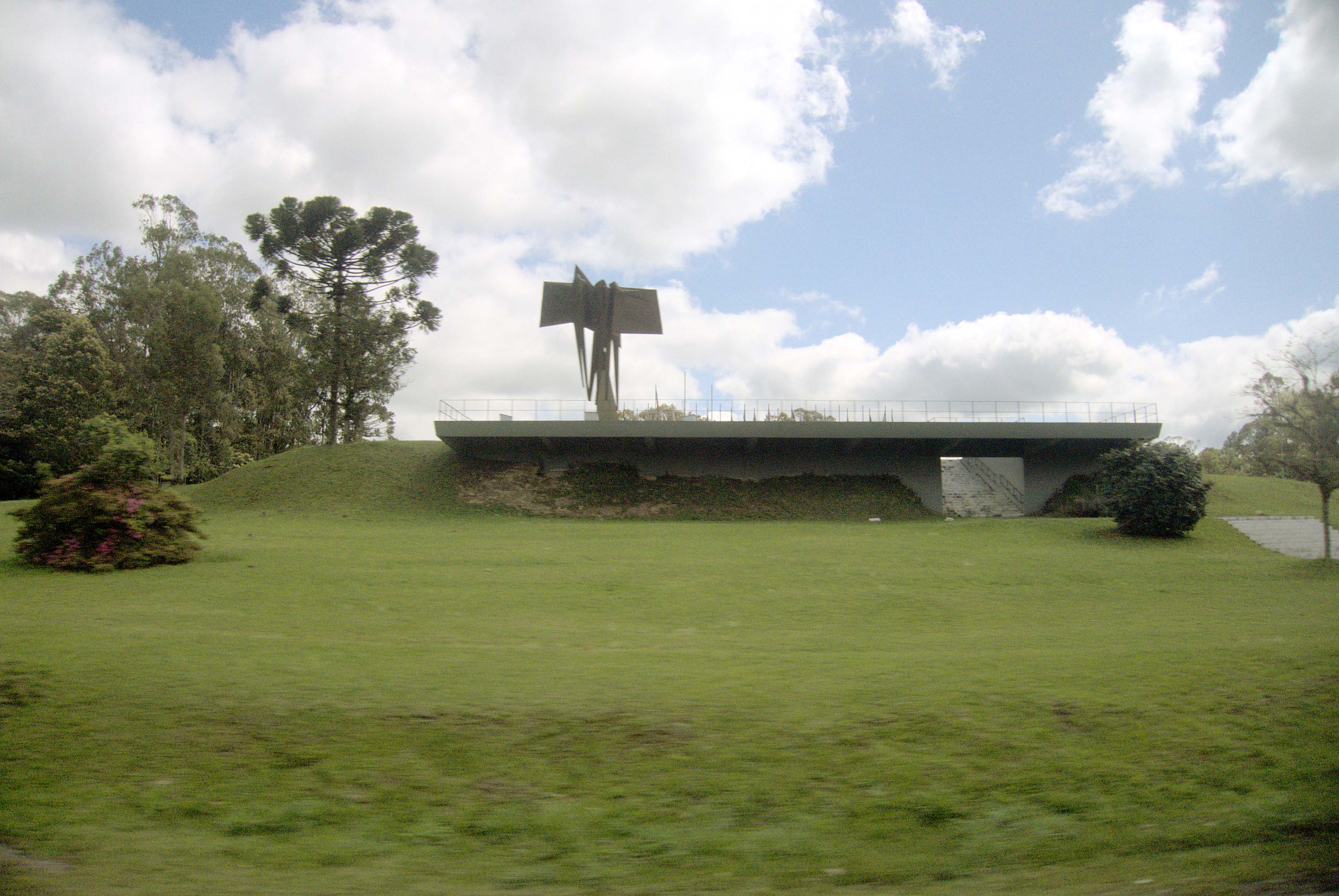
Entrada do Parque da Imigração, com o monumento de Carlos Tenius

Com cinco hectares de área, foi construído para homenagear o centenário da imigração italiana no Rio Grande do Sul, sendo inaugurado em 13 de dezembro de 1975. O parque tem um monumento, formado por um grupo de formas abstratas. A obra de arte é de autoria do artista plástico gaúcho Carlos Tenius, e o projeto do parque pertence aos arquitetos Olmiro Pinto Gomes e Vera Maria Becker Lovato e ao urbanista Antônio Carlos Oliveira.
Além do monumento, no parque podem ser encontradas as réplicas de uma gôndola veneziana e do Leão de São Marcos, símbolo da Cidade de Veneza, oferecidas pelo governo da Itália, assim como diversas placas representando as mais variadas regiões italianas. Em 2018 o parque foi revitalizado e foi iniciada a construção do Museu da Imigração Italiana e da Uva e Vinho. O espaço conta ainda com estrutura de lazer, com um açude, playground para crianças e pista de bicicleta.
Praça da Imigração Italiana
A praça, localizado no centro da comunidade, foi construída em homenagem aos primeiros colonizadores. A praça é composta por diversos monumentos, sendo que os mais importantes são as réplicas dos passaportes usados pelos primeiros imigrantes vindos da Itália, Luigi Sperafico, Stefano Crippa e Tomaso Radaelli. Além dos monumentos, na praça existe a antiga Igreja de Santa Helena da Cruz, construída pelos colonizadores, com o seu interior pintado com afrescos, e a réplica da Madonnina del Duomo, cujo original se encontra em cima do Duomo de Milão.

## Religião
Os imigrantes italianos trouxeram consigo seus hábitos religiosos e sua intensa fé na religião católica. A igreja do distrito foi construída pela própria comunidade e está localizada na praça central. Conta com uma torre de mais de 30 metros de altura, que pode ser vista de praticamente todos pontos da vila.
Todo mês de agosto acontece a tradicional festa da padroeira da comunidade, conhecida popularmente como “Festa de Agosto”. Após a missa dominical, um almoço é servido no salão comunitário, localizado ao lado da igreja.
Como testemunho da fé dos imigrantes, além da igreja, foram construídas diversas capelas na região, que hoje fazem parte do patrimônio cultural da cidade. As principais são as capelas São José, Santo André, Santos Anjos, N. S. Salete, Menino Deus, São Roque, Caravaggieto, Linha Boêmios e Sete Colônias.

## Esportes
A comunidade conta com o Vasco da Gama Futebol Clube, que possui mais de 50 anos, tendo em sua estrutura um campo de futebol, uma quadra de futsal e uma piscina térmica aberta. O Vasco da Gama conta com um time amador de futebol de campo, sendo que esse já foi campeão gaúcho das categorias de base e é o atual campeão do Farroupilhão primeiro quadro.

## Educação
Está sediada em Nova Milano a Escola Municipal Santa Cruz, que tem seguidamente recebido premiações por bons índices na educação.